# Oktoberklub

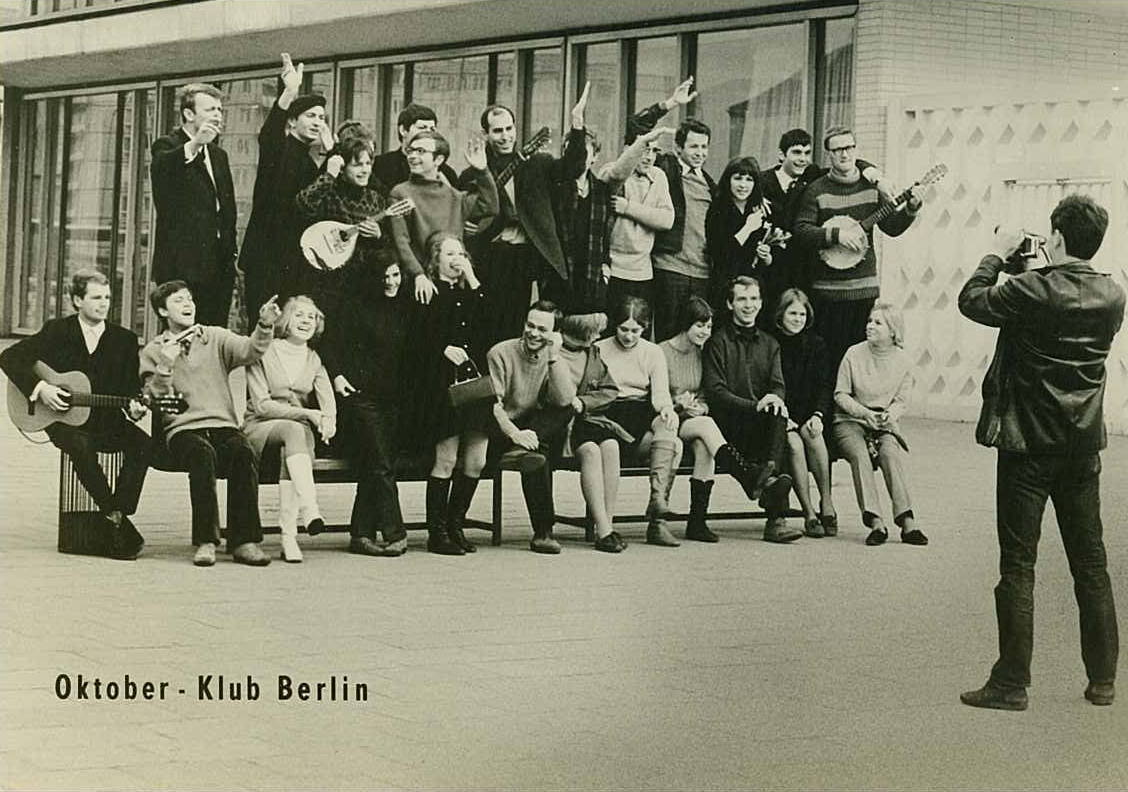
Autogrammkarte 1968

Der Oktoberklub, 1966 als Hootenanny-Klub Berlin gegründet, war der erste Singeklub der DDR und bestand bis 1990, danach gab es noch einzelne Auftritte 2002 und 2007.

## Geschichte

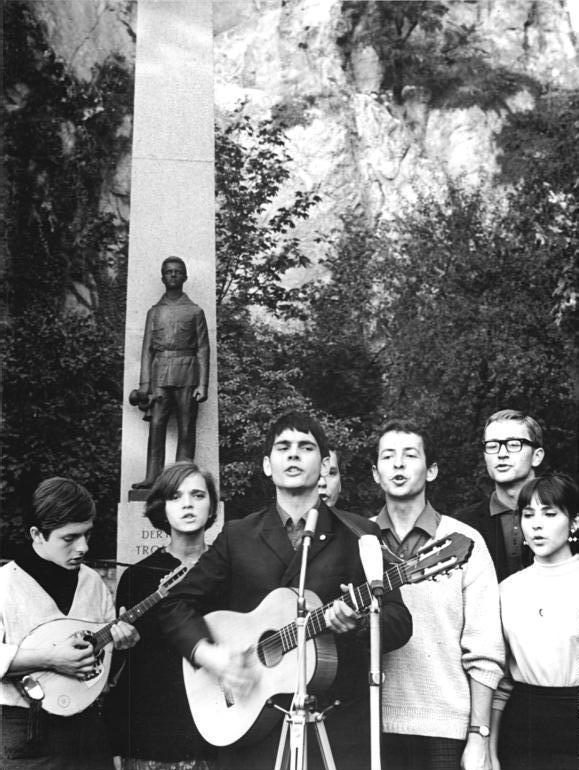
1. Werkstattwoche der FDJ-Singeklubs Halle 1967

Das Folk-Revival in den USA löste Anfang der 1960er Jahre in vielen Ländern eine Welle der Folkmusik und der Protestsongs aus. In der DDR hatte der kanadische Folksänger Perry Friedman bereits seit 1960 Hootenannys (amerikanische Bezeichnung für ein ungezwungenes, geselliges Konzert) veranstaltet. Um ihn und das Jugendstudio DT64 sammelte sich eine Gruppe folkbegeisterter junger Leute, die, unterstützt von der FDJ-Bezirksleitung Berlin, im Februar 1966 den Hootenanny-Klub Berlin gründete. Jeder konnte mitmachen, der Klub war offen und für DDR-Verhältnisse ungewöhnlich zwanglos. Perry Friedman, Hartmut König, Reiner Schöne, Bettina Wegner und viele andere traten hier auf. Jugendstudio DT64 sendete regelmäßig Mitschnitte der Veranstaltungen.
Anfang der 1960er Jahre gab es eine Phase der Liberalisierung in der DDR-Jugendpolitik (Jugendkommuniqué des ZK der SED 1963). Neue Themen in Literatur und Film, Jazz und Beatmusik, „Lyrikwelle“, junge Talente und DT64 wurden gefördert. Ende 1965 endete jedoch das kurze „Tauwetter“ (11. Plenum des ZK der SED). Die SED-Führung ließ zahlreiche Beatgruppen, Filme, Bücher verbieten und über den Liedermacher Wolf Biermann ein Auftrittsverbot verhängen. Anfang 1967 folgte eine Kampagne gegen „Tendenzen der Amerikanisierung auf dem Gebiet der Kultur“. Der Hootenanny-Klub wurde genötigt, seinen amerikanischen Namen aufzugeben. Er nannte sich daraufhin „Oktoberklub“ (Bezug auf die russische Oktoberrevolution). Die Hootenanny-Bewegung hieß fortan offiziell „FDJ-Singebewegung“ und wurde als „Modellfall“ sozialistischer Kulturpolitik sowohl gefördert als auch vereinnahmt. Dem Beispiel des Oktoberklubs folgend, entstanden viele Singeklubs im Lande (zeitweise waren es bis zu viertausend).
Die Mitglieder des Oktoberklubs waren „hundertprozentig rot, überzeugt, ehrlich“ (Reinhold Andert), wollten die Jugendlichen in der DDR für den Sozialismus mobilisieren und ihn aktiv mitgestalten. Der Klub trat bei vielen politischen Aktionen und Veranstaltungen der FDJ auf (z. B. Jugendfestivals, Solidaritätskonzerte und Werkstattwochen der Singeklubs). Mit der Verbindung von Politik und Unterhaltung brachte er neue Elemente in die erstarrte politische Kultur der DDR, büßte jedoch auch an Spontaneität ein, folgte der offiziellen politischen Propaganda und beteiligte sich an fragwürdigen Aktionen (z. B. Auftritt zur Unterstützung des Einmarsches in die ČSSR 1968). Darüber gab es im Klub immer wieder Auseinandersetzungen, und einige Mitglieder wie Bettina Wegner und Sanda Weigl verließen ihn deshalb wegen politischer Differenzen.

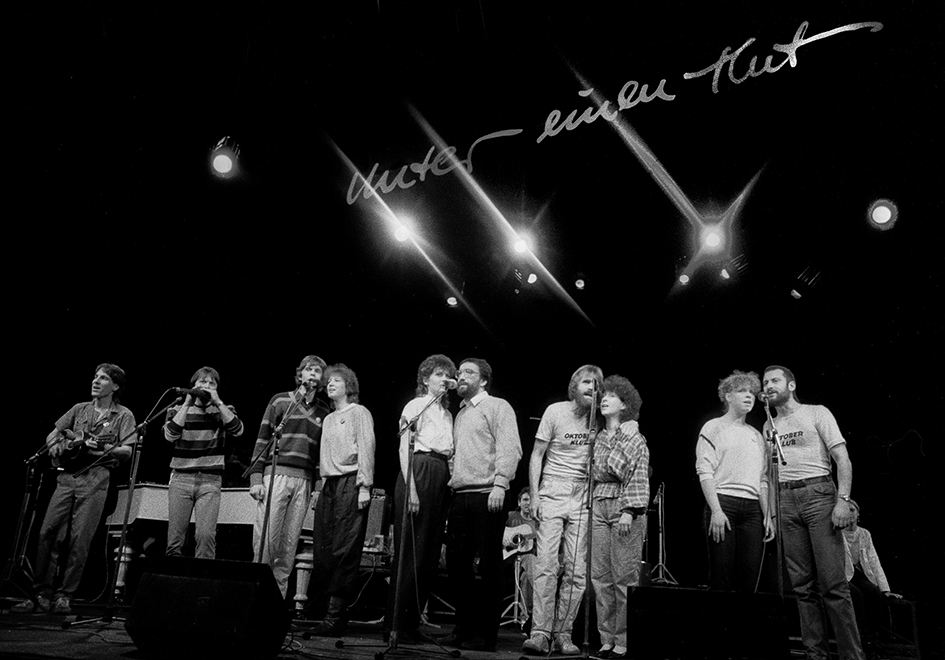
16. Festival des politischen Liedes 1986

Der Klub sang internationale politische Lieder (zum Teil in Nachdichtungen), traditionelle Volks- und Kampflieder sowie Eigenschöpfungen. Er grenzte sich von Phrasen und Schwulst vieler damaliger politischer Lieder ab, wollte „Alltag besingen, wie er ist“; Reinhold Andert erfand dafür das Motto „DDR-konkret“. Die musikalische Stilistik war eine Mischung aus Song, Chanson, Folk- und Rockmusik. Hinzu kamen kabarettistische Mittel. Neben Liederabenden mit gemischtem Repertoire gab es ab 1971 auch revueartig gestaltete Programme (1971 FDJ-Nachtschicht, 1972 Kantate Manne Klein und Liebesnachtschicht, 1975 Prenzlauer Berg).
Der Oktoberklub befand sich anfänglich im Klub International (im gleichnamigen Kino in der Karl-Marx-Allee Kino International) und ab 1974 im Haus der jungen Talente. Er war Initiator und Organisator von Veranstaltungsreihen wie Hootenanny (1966), Festival des politischen Liedes (1970–1990), OKK (ab 1970 erste Diskothek der DDR, ab 1977 Kellerklub im Haus der jungen Talente), Singe (1974–1976) und Ein Kessel Rotes (1979–1989). Er trat auch häufig im Ausland auf, zum Beispiel bei der Kampagne für Abrüstung in der BRD (1967), bei den Weltfestspielen in Sofia (1968) und Havanna (1978) und bei Pressefesten kommunistischer Zeitungen in Westeuropa. Er erhielt verschiedene Auszeichnungen, unter anderem 1986 den Stern der Völkerfreundschaft in Gold.
Der Klub hatte in den Anfangsjahren eine bemerkenswert große Resonanz, vor allem unter DDR-loyalen Jugendlichen, andere lehnten ihn jedoch bald als „Propagandainstrument der Partei“ ab. In den 1980er Jahren wurden seine agitatorischen Songs immer mehr als phrasenhaft empfunden, was auch mit der einseitigen Darstellung in den Medien zusammenhing. Nach heftigen internen Debatten nahm der Klub Ende 1986 eine Kurskorrektur vor, er trat offensiver gegen Reglementierungsversuche auf, die DDR-konkret-Lieder wurden kritischer.
Der Oktoberklub war eine Amateurgruppe, zeitweise mit einem halbprofessionellen Kern. Die Besetzungen wechselten häufig. Insgesamt gehörten ihm im Laufe der Jahre ungefähr 180, zeitweise gleichzeitig mehr als 40 Mitglieder an, die jedoch nicht alle künstlerisch tätig waren. Die Schriftstellerin Gisela Steineckert und der Komponist Wolfram Heicking hatten lange Zeit eine Art Mentorenrolle. Wichtige Autoren der Anfangsjahre waren Reinhold Andert, Kurt Demmler und Hartmut König, später Gerd Kern als Texter und Fred Krüger als Komponist. Ab 1987 stammten viele Kompositionen von Michael Letz und Jens Quandt, 1988/1989 einige Texte von Gerhard Gundermann, der bei seinen Auftritten in dieser Zeit des Öfteren von Musikern des Oktoberklubs begleitet wurde.
Der Klub war auch „als Talentreservoir für den jugendorientierten Musikbereich von großer Bedeutung“ (Olaf Leitner). 1973 ging aus ihm die professionelle Songgruppe Jahrgang 49 hervor, die bis 1980 existierte. Einige Klubmitglieder machten künstlerische Solokarrieren (Reinhold Andert, Tamara Danz, Gina Pietsch, Barbara Thalheim, Jürgen Walter, Bettina Wegner), andere arbeiteten später in kulturellen Institutionen wie Rundfunk, Fernsehen, Schallplatte und Generaldirektion beim Komitee für Unterhaltungskunst. Hartmut König war zwölf Jahre Sekretär des Zentralrats der FDJ und 1989 kurzzeitig stellvertretender Minister für Kultur. Der singende Grafikdesigner Peter Porsch schuf mit dem Singe-Spatz Oki das nach dem Oktoberklub benannte Maskottchen des Festivals des politischen Liedes.
Zu den bekanntesten Liedern des Oktoberklubs gehören Sag mir, wo du stehst, Oktobersong, Wir sind überall. Sag mir, wo du stehst wurde nicht nur in der FDJ, sondern auch in Kirchen gesungen und wird von Punkbands gecovert. Von westdeutschen Chören übernommen wurden u. a. die Lieder Haben wir diese Erde (deutsche Version des argentinischen Cuando tenga la tierra von Daniel Toro, gesungen u. a. von Mercedes Sosa), Rauch steigt vom Dach auf und Nach dieser Erde.
1968 porträtierte Gitta Nickel den Oktoberklub in dem DEFA-Dokumentarfilm Lieder machen Leute. In den 1990er Jahren entstanden zwei Fernsehdokumentationen über die Geschichte des Klubs: Das Ende vom Lied (VPRO, Niederlande, 1992) und Sag mir, wo du stehst (Axel Grote und Christian Steinke, MDR 1993).

## Broschüren und Bücher, Platten

### Broschüren und Bücher
- 1967: Octav (Liederheft zum Pfingsttreffen der FDJ in Karl-Marx-Stadt)
- 1985: 100 Lieder Oktoberklub. Berlin 1985
- 1996: Und das war im … 30 Jahre Oktoberklub. Die wichtigsten Daten und Dokumente von 1966–1990. Berlin 1996
- 1999: Festival des politischen Liedes. Berlin/DDR 1970–1990. Daten + Dokumente, Berlin 1999

### Langspielplatten
- 1967: Der Oktoberklub singt (Amiga)
- 1968: Unterm Arm die Gitarre (Amiga)
- 1973: aha – Der Oktoberklub (Amiga)
- 1978: Politkirmes (Amiga)
- 1980: Ein Kessel Rotes / Mit Karls Enkel, Wacholder, Gerhard Schöne (Amiga)
- 1985: Da sind wir aber immer noch – 20 Jahre OK (Amiga, Doppel-LP)

### Singles (Auswahl)
- Meinst Du, die Russen wollen Krieg? – nach einem 1961 entstandenen Gedicht von Jewgeni Alexandrowitsch Jewtuschenko
- 1967: Was machen wir zu Pfingsten? / Rückseite: Hermann Hähnel & Kammerchor Institut Musikerziehung Berlin (eterna)
- 1967: Sag mir, wo du stehst / Rückseite: Thomas Natschinski und seine Gruppe Denn sie lehren die Kinder (Amiga)
- 1968: Friedenslied / Sommer '68 / Frühlingslied (Schallfolie octav, Farbe rot)
- 1969: Ich bin wie alle blind geboren / Heut' singt ein Singeclub (Schallfolie octav, Farbe grün)
- 1975: Große Fenster / Ich singe den Frieden (Amiga)
- 1978: Haben wir diese Erde? / Rückseite: Jahrgang '49 mit RDA grüßt Cuba socialista (Amiga)
- 1979: Da sind wir aber immer noch / Hier, wo ich lebe (Amiga)

### CDs
- 1995: Das Beste (Barbarossa)
- 1996: Oktoberklub life (Nebelhorn)
- 1996: Hootenanny (Barbarossa/Amiga)
- 1999: Subbotnik (Barbarossa)

Der Oktoberklub ist außerdem auf mindestens 55 LP-Samplern (darunter 1970 bis 1987 auf den ersten 17 LPs Festival des politischen Liedes bei eterna bzw. Amiga) sowie auf mindestens 9 CD-Samplern mit Liedern vertreten, beginnend ab 1967 mit der LP Baut die Straßen der Zukunft (eterna) mit dem Stück Du hast ja ein Ziel vor den Augen. 2007 erschienen einige Titel des Oktoberklubs mit ausführlichen Anmerkungen in der 12-CD-Edition „Für wen wir singen. Liedermacher in Deutschland“ (CD 6).